# Axinella dissimilis
Axinella dissimilis är en svampdjursart som först beskrevs av James Scott Bowerbank 1866.  Axinella dissimilis ingår i släktet Axinella och familjen Axinellidae. Inga underarter finns listade i Catalogue of Life.

## Bildgalleri

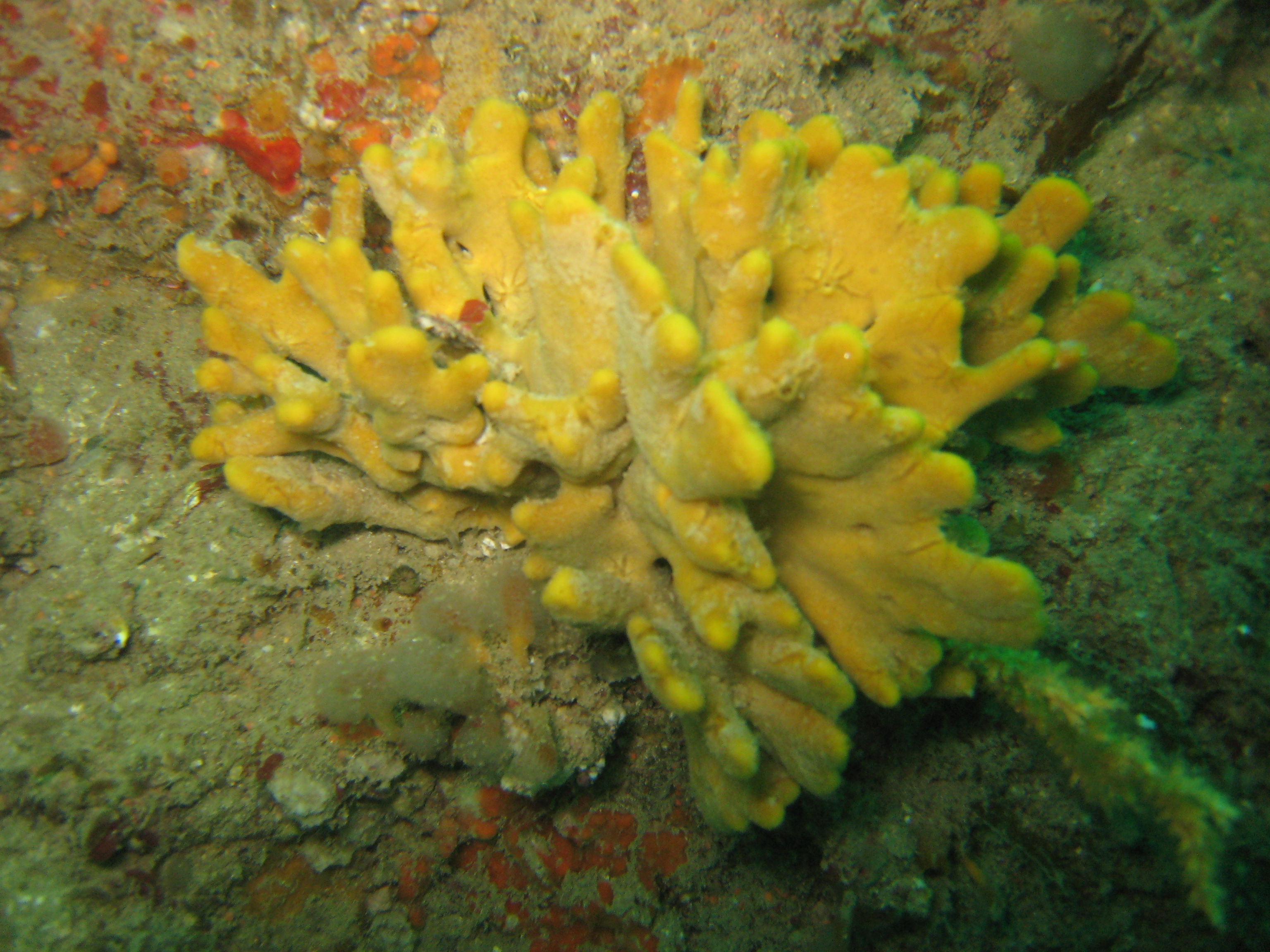